# Kobrinck

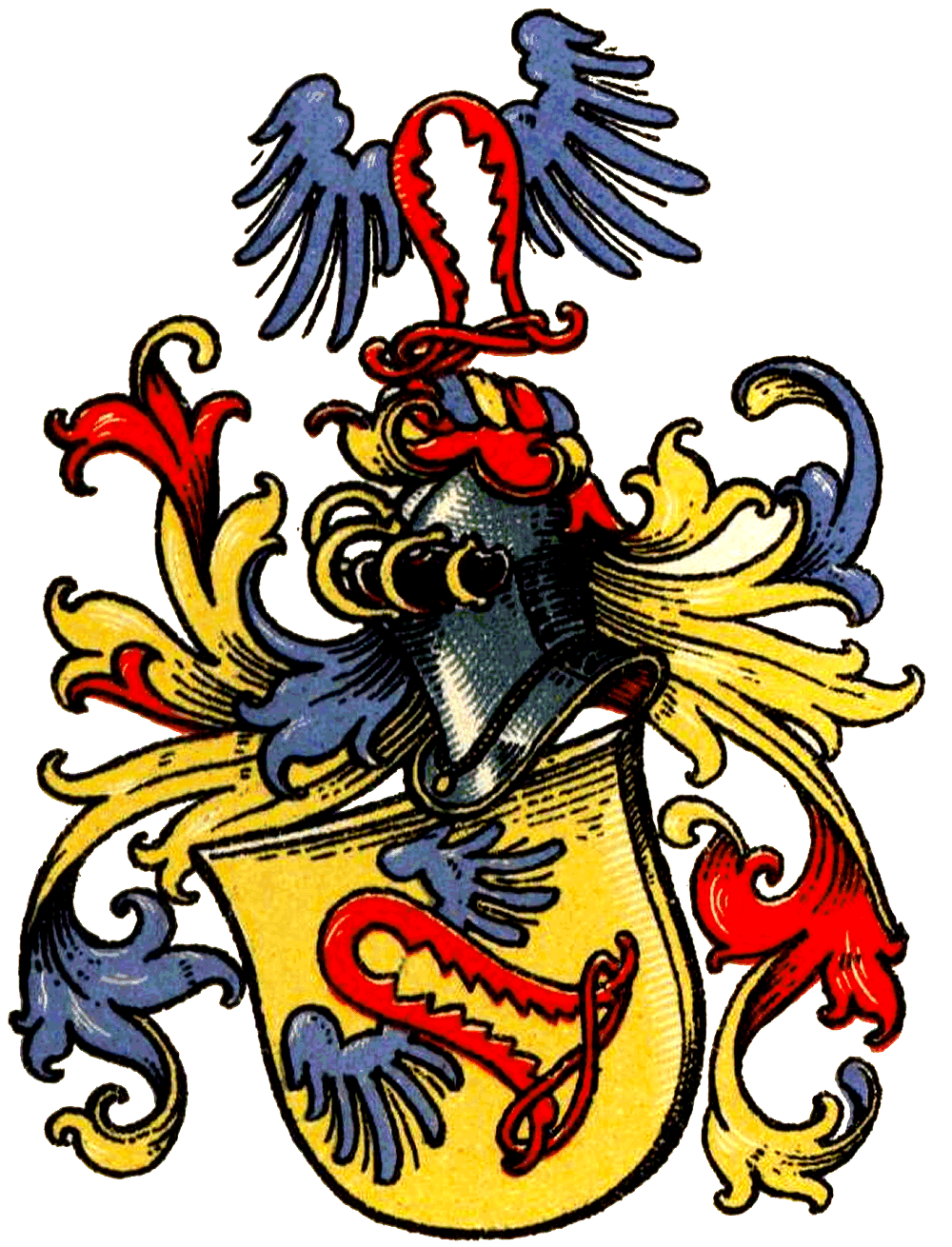
Wappen derer von Kobrinck

Von Kobrinck (auch Kobrink, Kobringk oder Cobrinck geschrieben) ist der Name eines westfälischen Adelsgeschlechts.

## Geschichte
Als erster urkundlich nachweisbarer Vertreter des Geschlechts wird Burkhard von Kobrinck in den 1370er Jahren erwähnt. Im 15. Jahrhundert gehörten die Kobrincks zu den Burgmannen von Quakenbrück, später zu den Burgmannen von Vechta.

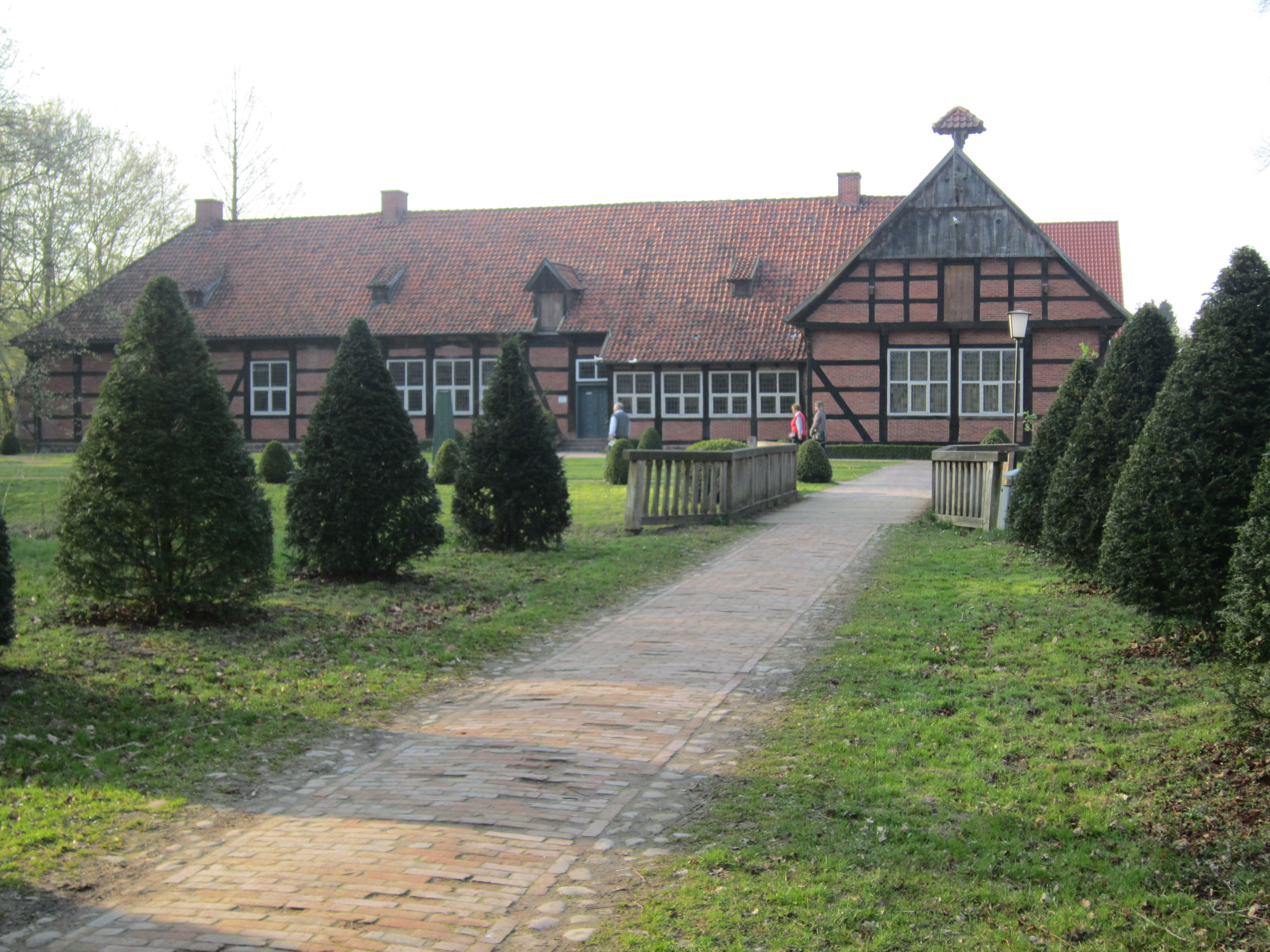
Herrenhaus Arkenstede (heute im Museumsdorf Cloppenburg wieder aufgebaut)

Zum langjährigen Stammsitz der Familie von Kobrinck wurde im 15. Jahrhundert das zu einer Wasserburg ausgebaute Gut Altenoythe. Ende des 16. Jahrhunderts gelangte das Gut Daren bei Bakum, im Jahr 1587 das Gut Fikensolt bei Westerstede und im Jahr 1635 das Gut Arkenstede in Brokstreek in den Besitz der Familie. Letzteres wurde 1695 dauerhaft mit dem Gut Vehr verbunden. Nach dem Tod von Kaspar Herbord von Kobrinck im Jahr 1728 starb das Geschlecht aus. Gut Daren ging zunächst an die Familie von Schade, später an die Familie von Frydag über. Bereits 1704 war das Gut Altenoythe verpachtet worden; 1798 wurde es verkauft. 1675 ließ Bernhard von Kobrinck für sich und seine Ehefrau ein Epitaph in der Altenoyther St. Vitus-Kirche errichten, das heute noch dort besichtigt werden kann. Das Haus Arkenstede ist im Museumsdorf Cloppenburg wieder aufgebaut worden.
Der 1673 verstorbene Lübecker Domherr und Senior des Domkapitels Ritter Caspar von Kobrinck erhielt nach seinem Tod im Lübecker Dom ein Epitaph mit einem 1672 von Zacharias Kniller gemalten Porträt, welches durch den Luftangriff auf Lübeck 1942 zerstört wurde.

## Wappen
Das Wappen zeigt in Gold eine schrägrechts gelegte, blau geflügelte rote Pferdebremse. Auf dem Helm mit rot-gold-blauen Decken die geflügelte Pferdebremse.
Die Herren von Fikensolt und die Herren von Lutten führten ein sehr ähnliches Wappen.
In leicht abgewandelter Form ist das Wappen derer von Kobrinck Bestandteil des Wappens der Gemeinde Altenoythe.